# Ancuța Stoenescu
Ancuța Violeta Stoenescu (Timișoara, 1º gennaio 1980) è una cestista rumena.
Alta 171 cm, gioca come guardia.

## Carriera
Con la Romania ha disputato quattro edizioni dei Campionati europei (2001, 2005, 2007, 2015).